# Astragalus archibaldii
Astragalus archibaldii är en ärtväxtart som beskrevs av Dieter Podlech. Astragalus archibaldii ingår i släktet vedlar, och familjen ärtväxter. Inga underarter finns listade i Catalogue of Life.